# Comma (musica)
In musica il termine comma indica la differenza di frequenza che si ha a seconda del temperamento. 
La causa del comma deriva dal fatto che i rapporti tra le frequenze dei gradi della scala all'interno dell'ottava sono numeri indefiniti o irrazionali, e occorre approssimarli. È un problema simile a dover proiettare una semisfera su un piano. 
In conseguenza il temperamento dipende dal gusto musicale, dallo strumento e dall'epoca storica. 
Se ci si basa sugli armonici naturali e prendiamo la scala diatonica di do maggiore, sappiamo che il re si può ricavare come quinta di quinta (cioè la quinta di sol maggiore, a sua volta quinta della scala di do maggiore) e ha pertanto un rapporto di 9/8 rispetto al do; il la si può vedere come una terza minore sotto il do, e il rapporto è 5/3. Ma il rapporto reciproco tra il re e il la, che sono a distanza di una quinta, non è 3/2 ma 40/27, che è un po' di meno (quinta stretta). Il rapporto tra questi due valori, cioè 80/81 (o se si preferisce, circa 21,5 cent) viene chiamato comma sintonico.
Se per completare le note all'interno dell'ottava si preferisce continuare a fare salti di quinta, abbassandoci di un'ottava quando serve, non è che la situazione migliori. Arrivati al si diesis dovremmo essere di nuovo al do: invece notiamo che abbiamo esagerato, e la differenza tra il si diesis e il do è data dal rapporto 531441/524288, pari a circa 23,46 cent. Questo è il comma pitagorico; la differenza tra i commi pitagorico e sintonico vale meno di 2 cent ed è detta schisma. Arrotondando, con 11 schismi si ottiene un comma sintonico, e con 12 schismi uno pitagorico.
In sintesi il comma pitagorico rappresenta il rapporto tra semitono cromatico e diatonico.
Esiste infine un terzo comma, il comma enarmonico che si ottiene accordando per terze maggiori: do-mi-sol#-si#. In questo
caso la differenza tra il si diesis e il do è ancora maggiore: il rapporto è infatti 128/125, pari a più di 41 cent, che è davvero troppo per essere usato in pratica. 
Nel caso del temperamento equabile naturalmente non si parla di comma: nessun intervallo segue gli armonici, e ci si accontenta di avere un'approssimazione costante.

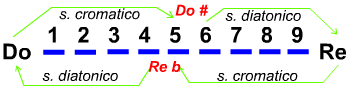
Divisione in commi del tono da Do a Re

 Tuttavia è di uso comune fra alcuni musicisti parlare di un comma generico inteso come la nona parte di un tono (o la cinquantatreesima parte di ottava), il quale è inteso anche come somma di un semitono cromatico (5 comma) e uno diatonico (4 comma).
In realtà questa divisione del tono non ha alcuna base teorica ed è il risultato di un atteggiamento divulgativo di alcuni studiosi che, per facilitare l'apprendimento delle teorie sull'accordatura, favorirono tale approssimazione.